# Куртлыкуль
Куртлыкуль (баш. Ҡортлокүл) — деревня в Караидельском районе Республики Башкортостан Российской Федерации. Административный центр Куртлыкульского сельсовета.

## География

### Географическое положение
Расстояние до:
- районного центра (Караидель): 50 км,
- ближайшей ж/д станции (Щучье Озеро): 95 км.

## История
Основана 1918—1919 гг. переселенцами из деревни Мрясимово. 

## Население
| 2002 | 2009 | 2010 |
| ---- | ---- | ---- |
| 412  | ↘409 | ↗410 |

Национальный состав
Согласно переписи 2002 года, преобладающая национальность — татары (87%).

## Религия
В деревне есть мечеть.